# Molynda
Molynda là một chi bướm đêm thuộc họ Noctuidae.